# Соснове (село)
Сосно́ве — село в Україні, у Мошнівській сільській громаді Черкаського району Черкаської області. У селі живе 623 людей.

## Історія
Як свідчать історичні джерела[які?], після укладення польсько-литовської унії (1569) почалася посилена колонізація території південної Київщини, темпи якої зростали в першій половині XVII століття. Мабуть, на початку XVII століття було засновано («осаджено») село Тубільці поряд із іншими прилеглими селами (Білозір'я — тепер Яснозір'я, Березняки, Кумейки, Лозівок, Плюваки — тепер Соснове, Хрещатик, Шелепухи).
За «Географічним словником» рубежу ХІХ—ХХ ст., Плеваки, Пліваки — село на Дніпрі Черкаського повіту, ґміни Шелепучі, поштова станція Мошни (9 верст), 144 комини (будинки), 758 мешканців; православна церковна школа, 3 вітряки, гавань для сплаву лісу
4—7 лютого 1920 року у Плеваках під час Зимового походу стояла на відпочинку Київська збірна дивізія Армії УНР, очолювана Юрієм Тютюнником.
19 вересня 2024 року Верховна Рада підтримала перейменування села Первомайське на Соснове. 26 вересня 2024 року перейменування набуло чинності.

## Відомі жителі
- Масоха Петро Омелянович (1904—1991) — український радянський актор.
- Плохий Андрій Віталійович (1983—2014) — герой АТО.